# Liparis mulindana
Liparis mulindana är en orkidéart som beskrevs av Rudolf Schlechter. Liparis mulindana ingår i släktet gulyxnen, och familjen orkidéer. Inga underarter finns listade i Catalogue of Life.